# Малый Кривец (Вологодская область)
Малый Кривец — деревня в Сокольском районе Вологодской области.
Входит в состав Боровецкого сельского поселения, с точки зрения административно-территориального деления — в Боровецкий сельсовет.
Расстояние по автодороге до районного центра Сокола — 13 км, до центра муниципального образования Обросова — 2 км. Ближайшие населённые пункты — Грибаново, Рязанка, Перевоз, Большой Кривец.
По переписи 2002 года население — 16 человек.